# العويله
العويله قرية سعودية، ومركز يتبع محافظة رنية بمنطقة مكة المكرمة. تقع في جنوب غرب مدينة رنية بمسافة نحو ( 55) كم.

## التاريخ
هو مركز حديث الإنشاء وسكنت قريب تقع العويله على ضفاف وادي سبيع وتبعد عن مركزالاملح 35 كيلو تقريبا وعن رنية 55 كيلو جنوب غرب .. تشتهر العويله بزراعة النخيل واقتناء الإبل والاغنام .. يبلغ عدد سكانها 5000 الف نسمة تقريبا .. وهم الصنادلة من سبيع .. تعتبر العويلة حدوديه مع محافظه تربة من جهة الغرب وتحيط بها الجبال الصخريه من جهة الجنوب والغرب والشمال .. يحدها من الشمال الخرمه ومن الغرب تربه ومن الشمال الشرقي الاملح ورنية ومن الجنوب الغربي مركز الغافه والعفيريةو خدان والجنوب بيشة